# Visbeker Braut

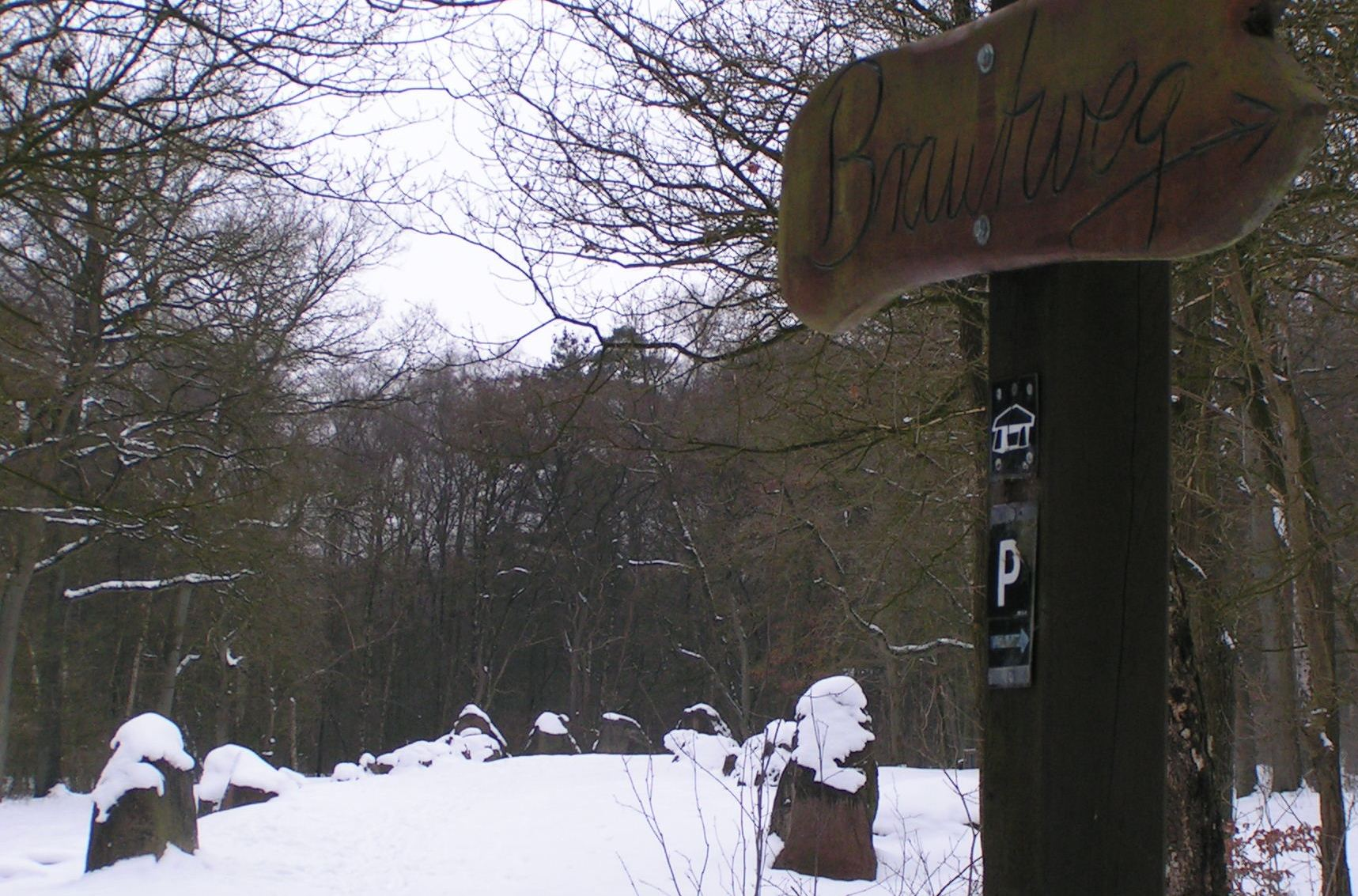
Brautweg beim Großsteingrab Visbeker Braut

Die Visbeker Braut ist ein Großsteingrab an der Straße der Megalithkultur in der Gemeinde Wildeshausen im niedersächsischen Landkreis Oldenburg.
Das Hünengrab liegt auf einer Lichtung im Waldgebiet Steinhorst westlich des Wildeshauser Stadtkerns und südlich der A 1 und der B 213, etwa einen Kilometer südwestlich der Autobahnanschlussstelle Wildeshausen-West. Das Grab trägt die Sprockhoff-Nummer 952. 
Die zugangslose 5,5 × 1,5 m große Kammer ist ein Bauwerk der Nordischen Megalitharchitektur aus zehn Trag- und vier Decksteinen und liegt in einem etwa 80 m langen und neun Meter breiten, von ehemals 105 Randsteinen gefassten Hünenbett. 47 Steine (drei fehlen) befinden sich auf der einen Langseite und 33 (17 fehlen) auf der anderen. Die Kurzseite im Südwesten hat zwei über 2,5 m hohe Randsteine, die drei Steine der Nordostseite fehlen.
Das Gegenstück zur Visbeker Braut – das Großsteingrab Visbeker Bräutigam – findet sich in etwa vier Kilometern westsüdwestlicher Entfernung.
Visbeker Braut und Bräutigam ist auch der Name einer Sage, die in der Ahlhorner Heide zwischen Visbek und Wildeshausen spielt.